# Chrysler LeBaron GTS
La LeBaron GTS è un'autovettura mid-size prodotta dalla Chrysler dal 1984 al 1989. Rispetto all'omonima LeBaron, la GTS era un'automobile differente.

## Storia
Era offerta con un solo tipo di carrozzeria, hatchback cinque porte. Era basata sul pianale K del gruppo Chrysler e la trazione era anteriore. La LeBaron GTS era pertanto legata alla Dodge Lancer. Era offerta in due allestimenti, quello base e l'LS. Quest'ultimo era dotato di un equipaggiamento superiore.
Il motore base era un quattro cilindri in linea da 2,2 L sia in versione aspirata che sovralimentata. La prima erogava 100 CV, mentre la seconda 148 CV. Il cambio poteva essere manuale a cinque rapporti o automatico a tre marce. Nel 1986 fu introdotto un nuovo motore a quattro cilindri in linea da 2,5 L.
Nel 1987 e nel 1988 al modello furono operate solo modifiche minori. Nel 1989 fu eliminata la sigla GTS dal nome e quindi il modello si iniziò a chiamarsi semplicemente LeBaron. Nell'occasione fu introdotta la versione sovralimentata del motore da 2,5 L. In totale, di LeBaron GTS, ne vennero assemblati 193.000 esemplari.